# Stryj (hromada)
Stryj – hromada miejska w rejonie stryjskim obwodu lwowskiego Ukrainy. Siedzibą hromady jest Stryj.
Hromadę utworzono 2020 roku w ramach reformy decentralizacji.

## Miejscowości hromady
W skład hromady wchodzą 1 miasto, 1 osiedle typu miejskiego i 45 wsi.

- Stryj – miast, siedziba hromady
- Daszawa – osiedle typu miejskiego
- Bereźnica
- Bratkowce
- Chodowice
- Dąbrowa
- Dobrowlany
- Dobrzany
- Dzieduszyce Małe
- Dzieduszyce Wielkie
- Hajduczyna
- Hołobutów
- Jaroszyce
- Juseptycze
- Kawsko
- Komarów
- Kuty
- Lisiatycze
- Łaniwka
- Łany Sokołowskie
- Łotatniki
- Łuh
- Mirtuki
- Nieżuchów
- Oleksice
- Pietniczany
- Piszczany
- Podhorce
- Podorożnie
- Pukienicze
- Rajłów
- Rozhurcze
- Siechów
- Siemiginów
- Słobódka
- Stryhańce
- Strzałków
- Szczasływe
- Uhełna
- Uhersko
- Wierczany
- Wownia
- Zahirne
- Zapłatyn
- Zariczne
- Zawadów
- Żulin